# Mick Glossop
Mick Glossop es un productor musical e ingeniero de sonido británico.
Glossop comenzó su carrera profesional como productor e ingeniero de bandas de new wave y punk como Magazine, Public Image Ltd, The Ruts, The Skids y Penetration, aunque consiguió un mayor reconocimiento en el campo musical con artistas como The Waterboys, Furniture, The Wonder Stuff, Frank Zappa, Revólver, Paul Brady, Ian Gillan, John Lee Hooker y Lloyd Cole.
En 1986 comenzó a trabajar extensivamente con el músico norirlandés Van Morrison, para el cual produjo y mezcló cerca de una quincena de trabajos. En 2000, Glossop fue incluido en el libro de Howard Massey Behind the Glass. En mayo de 2012 reveló que estaba trabajando en nuevos proyectos de Sebastopol y Phil "Swill" Odgers.